# Бурковський Андрій Володимирович
Андрій Володимирович Бурковський (нар. 14 листопада 1983, Російська РФСР, СРСР) — російський актор театру і кіно, колишній гравець КВК. Артист Московського Художнього театру імені А. П. Чехова.

## Біографія
Народився 14 листопада 1983 року в Томську. Навчався в Академічному ліцеї міста Томська, де почав грати в КВК, виступаючи за шкільну команду «Осколки зірок». Влітку 2000 року, після закінчення школи, вступив до юридичного інституту Томського державного університету, який закінчив у 2005 році.

### Родина
- Батько — томський підприємець Володимир Григорович Бурковський.
- Мати — Бурковська Людмила Іванівна, власниця ресторанів «Вічний поклик» та «Хміль» у місті Томську.
- Брат — Олександр. 8 січня 2009 року в 23-річному віці розбився на гірськолижному курорті в Шерегеші в Кемеровській області (спускаючись на лижах, на повній швидкості врізався в дерево, в результаті чого отримав множинні переломи, несумісні з життям).
- Дружина — Ольга Бурковська (весілля відбулася 29 серпня 2008 року).
- Діти: 14 марта 2011 року народився син Максим. 5 червня 2013 року народилася дочка Аліса.

## КВК
Влітку 2000 року вступив на юридичний інститут Томського державного університету і був запрошений до новоствореної молодої команди КВК " Максимум " як актор. А в подальшому проявив себе і як автор. З подачі партнера по команді Костянтина Маласаєва також став актором томського студентського театру естрадних мініатюр «Боніфас».
- У 2000 році в складі команди «Максимум» став чемпіоном КВК міста Томська.
- У 2001 році в складі «Боніфаса» завоював Ґран-прі на томському фестивалі СТЕМів «Гуморина»; разом з «Максимумом» став віце-чемпіоном Центральної ліги КВК «КВК-Азія» і третім призером Міжрегіональної ліги КВК «КВК-Сибір» .
- У 2002 році театр «Боніфас» разом з Бурковським знову став володарем Гран-прі томської «Гуморини». У складі «Максимуму» стає фіналістом Першої ліги КВК.
- У 2003 році Бурковський разом зі своїми партнерами по «Максимуму» залишає «Боніфас», вирішивши зосередитися на виступі в складі «Максимуму». Разом з командою знову став фіналістом Першої ліги КВК, переможцем томської «Гуморини» і Кубка КВК м. Красноярська. Також «Максимум» дебютував на фестивалі «Голосящий КіВіН» у складі так званого «блоку» — позаконкурсного виступу початківців команд. Будучи капітаном команди КВК «Ударна хвиля» (команда представляла юридичний інститут Томського університету, однак на іграх серйозного рівня за неї виступали актори «Максимуму») Бурковський став чемпіоном ліги КВК «КВК-Азія»[2] .
- У 2004 році Бурковський в складі команди «Максимум» дебютував у Прем'єр-лізі КВК і в першому ж сезоні став чемпіоном, поділивши перше місце з «Мегаполісом». Команда знову перемогла на томській «Гуморині». У складі «Ударною хвилі» Бурковський став чемпіоном Міжрегіональної ліги МС КВК «Балтика»[3] .
- У 2005 році Бурковський в складі «Максимуму» брав участь у 1/8 фіналу Вищої ліги КВК. У складі команди КВК «Ударна хвиля» Бурковський став віце-чемпіоном ліги КВК «КВК-Азія» і володарем Гран-прі Кубка чемпіонів ліг КВК-2005[4] .
- У 2006 році «Максимум» дійшов до півфіналу Вищої ліги, де зайняв друге місце, а також знову отримав «Малого КіВіНа в темному» на фестивалі «Голосящий КиВиН 2006».
- У 2007 році в фіналі Вищої ліги Бурковський з командою став бронзовим призером. На фестивалі «Голосящий КиВиН 2007» томичі завоювали «Малого КіВіНа в світлому».
- У 2008 році Бурковський в складі команди спочатку став володарем вищої нагороди музичного фестивалю КВК в Юрмалі, а потім — чемпіоном Вищої ліги. Наприкінці 2008 року Бурковський, набравши 12,71 % голосів, посів третє місце в номінації «КВКщик року» за версією сайту "КВК для ВСІХ "[5] .
- У 2009 році команда браа участь в Літньому кубку КВК, де посіла третє місце, а також завоювала «Великого КіВіНа в світлому» на фестивалі «Голосящий КиВиН 2009».

Всього провів 28 ігор в телевізійних лігах, кубках та фестивалях КВК:
- 15 ігор у Вищій лізі КВК (сезони 2005, 2006, 2007, 2008)
- 9 ігор у Прем'єр-лізі КВК (сезони 2004, 2005)
- 6 ігор на музичному фестивалі "Голосящий КиВиН " (2003, 2005, 2006, 2007, 2008, 2009)
- 1 гру на Літньому кубку (2009).

Неодноразово запрошувався до журі Прем'єр-ліги КВК . На другий грі 1/8 фіналу сезону 2015 року вперше увійшов до складу журі Вищої ліги КВК.
У квітні 2009 року відкрився гумористичний інтернет-проект «СміхЗавод», продюсером якого є А. Бурковський.

## Телебачення
На початку 2009 року разом з партнером по команді Михайлом Башкатовим був запрошений до складу акторів скетч-кома «Даєш молодь!», де грав метросексуала Данилу Фокса, гопника Ржавого, міліціонера В'юшкіна та молодого чоловіка Валеру, а також ряд інших ролей.
З березня 2016 року — ведучий передачі «Не факт» на телеканалі «Звезда».

## Театр

### Школа-студія МХАТ
- 2013 — «Гогольревізор» (режисер В. Рижаков) — городничий[8][9]
- 2013 — «На дні» (Максим Горький, режисер А. Кац) — Сатин[9][10]
- 2013 — «MP3. Равель» (режисер А. Сигалова)[11]
- 2014 року — «Сходи до неба» Классконцерт (режисер С. Земцов, І. Бочарніковс, В. Сажин, В. Рижаков, І. Золотовицький)[12]

### Ролі в театрі
У 2014 році, ще до закінчення Школи-студії МХАТ, був прийнятий до складу трупи Московського Художнього театру імені А. П. Чехова
- «№ 13D» (Рей Куні, режисер В. Машков) — офіціант[14]
- «Примадонни» (Кен Людвіг, режисер Є. Пісарєв) — Дункан, Лео Кларк[15]
- «Піквікського клуб» (Чарльз Діккенс, режисер Є. Пісарєв) — президент суду[16]
- «Ідеальний чоловік. Комедія» (режисер К. Богомолов) — Молох, теледіва[17]
- «Білосніжка і сім гномів» (Лев Устинов, Олег Табаков, режисер М. Міронов) — виконавець королівських бажань[18]
- «Майстер і Маргарита» (Янош Сас) — Жорж Бенгальський[19]
- «Весілля Кречинського» (Олександр Сухово-Кобилін, режисер Вієстурс Мейкшанс) — Щебеньов[20]

### Фільмографія
- 2013 — 2014 — Кухня — Ілля Володимирович (2-3-й сезони)
- 2013 — 2015 — Останній з Магікян — Єгор Миколайович Щербаков (1-5 сезони)
- 2015 — Пансіонат «Казка», або Чудеса включені — Андрій
- 2015 — Ставка на любов — Костя
- 2015 — Товариство анонімних оптимістів (короткометражка) — Борис
- 2016 — Пушкін — Григорій Баранов, кінопродюсер, автор ідеї фільму про Пушкіна
- 2017 — Адаптація — Роман, чоловік Марини, що вийшов з тюремного ув'язнення за УДЗ
- 2017 — Легенда про Коловрате — брянський воєвода Ростислав
- 2017 — Ялинки нові — Ігор, ревнивий наречений Ксенії
- 2017 — Міфи — гість на похоронах
- 2018 — Телефонуйте ДіКапріо! — актор Лев Іванівський, брат Єгора
- 2018 — Тобол — Юган Густав Ренат, полонений шведський офіцер
- 2018 — КВКщики — камео
- 2019 — Тверезий водій — Станіслав, московський «тверезий водій», товариш провінціала Артема
- 2020 — Смертельні ілюзії — Денис Романов
- 2020 — За годину до світанку — Денис Журавльов
- 2020 — Красуня в ударі — Ілля
- 2020 — За першого зустрічного — Антон Миколайович Ігнатов
- 2020 — Доктор Ліза — Сергій Іванович Колесов, майор ФСКН
- 2020 — Хороша людина — Борис Лебедєв
- 2020 — Пасажири — Микита, програміст
- 2021 — Медіатор — Андрій Павлов, фахівець з переговорів

#### Скетч-шоу
- 2009—2013 — Даєш молодь! — тренер у тренажерному залі / лікар-стоматолог / гопник Ржавий / метросексуал Данила Фокс / батько Валера / міліціонер В'юшкін / вампір Деніс / голова «Юної Росії»
- 2010 — Одна за всіх — помічник президента

## Визнання і нагороди
У складі команди КВК «МаксимуМ»:
- Чемпіон Вищої ліги КВК 2008
- Чемпіон Прем'єр-ліги КВК 2004
- Чемпіон Прем'єр-ліги КВК 2005
- Володар нагород музичного фестивалю «Голосящий КиВиН»:
  - «Великий КіВіН в золотому» на фестивалі «Голосящий КиВиН 2008»
  - «Великий КіВіН в світлому» на фестивалі «Голосящий КиВиН 2009»
  - «Малий КіВіН в світлому» на фестивалі «Голосящий КиВиН 2007»
  - «Малий КіВіН в темному» на фестивалі «Голосящий КиВиН-2005»
  - «Малий КіВіН в темному» на фестивалі «Голосящий КиВиН 2006»
- Володар Гран-прі фестивалю «Гуморина» (Томськ) 2003р
- Володар Гран-прі фестивалю «Гуморина» (Томськ) 2004
- Володар Кубка р Красноярська 2003
- Володар Кубка губернатора Новосибірської області 2005
- Володар Кубка міста Красноярська 2005

У складі команди КВН «Ударна хвиля»:
- Чемпіон ліги КВК «КВК-Азія» 2003
- Чемпіон ліги КВК «Балтика» 2004
- Володар Гран-прі Кубка чемпіонів ліг КВК 2005

У складі театру мініатюр «Боніфас»:
- Володар Гран-прі фестивалю «Гуморина» (Томськ) 2001
- Володар Гран-прі фестивалю «Гуморина» (Томськ) 2002

## Захоплення
Андрій Бурковський вболіває за хокейний клуб «Ак Барс» й іноді спеціально їздить на ігри команди до Казані. Також сам грає в хокей.